# بشیک-جان
بشیک-جان (به لاتین: Beshik-Jon) یک منطقهٔ مسکونی در قرقیزستان است که در شهرستان بازارقرغون واقع شده‌است. بشیک-جان ۵٬۳۴۲ نفر جمعیت دارد.